# Joílson Rodrigues Macedo
Joílson Rodrigues Macedo, eller bättre känd som bara Joílson, född 7 juli 1979, är en brasiliansk fotbollsspelare.